# (24827) Maryphil
1995 RA (asteroide 24827) é um asteroide da cintura principal. Possui uma excentricidade de 0.23233640 e uma inclinação de 22.96137º.
Este asteroide foi descoberto no dia 2 de setembro de 1995 por Timothy B. Spahr em Catalina Station.